# Juan Antonio Castejón Gálvez
Juan Antonio Castejón Gálvez (Godojos, 3 de juny de 1785-Saragossa, 9 d'octubre de 1858) va ser un polític espanyol, ministre durant el regnat d'Isabel II d'Espanya.

## Biografia
Jurista saragossà, esdevé Jutge de Primera Instància de Madrid de l'1 al 4 d'octubre de 1837 i aquest mateix mes ministre de Gracia i Justícia en el primer govern de Baldomero Espartero, càrrec que exerceix només 17 dies. Posteriorment seria Regent de les Audiències de Saragossa i Burgos i president de la Sala Tercera del Tribunal Suprem d'Espanya. També fou senador per Saragossa de 1837 a 1840 i senador vitalici des de 1845. En 1847 va ingressar com a acadèmic en la Reial Acadèmia de la Història. Li fou concedida la Gran Creu de l'orde d'Isabel la Catòlica.